# Церква Святої Марії (Берлін)
Церква Святої Марії (нім. Marienkirche) — це церква в Берліні, Німеччина. Вона розташована на Карл-Лібкнехт-штрассе (раніше Кайзер-Вільгельм-Штрассе) біля Берлінської телевежі та найстарішою церковною будівлею Берліна, яка все ще використовується як церква. Точний вік початку будівництва на цьому місці та наявної будівлі не відомий, однак перша письмова згадка про церкву датується 1292 року. Сучасна архітектура церкви переважно складається з реставрацій кінця XIX сторіччя та після другої світової війни.
Найстаріші частини церкви з граніту, а більшість — з цегли, якій вона завдячує своїм червоним кольором. При побудові розташованої неподалік Червоної ратуші було також використано червону цеглу для створення ансамблю. Під час Другої світової війни, церкву було сильно пошкоджено бомбардуваннями союзників. Після розподілу Німеччини, церква опинилась у Східному Берліні, однак в 1950-ті роки була відновлена владою НДР.
Церква спочатку була римо-католицька, однак з часів Реформації є лютеранською протестантською. Церква Св. Марії є єпископальною церквою Євангелістської церкви Берліна-Бранденбурга-Сілезійської Верхньої Лусатії, і разом з Берлінським собором вони є під спільним наглядом всіх церков-членів Союзу Євангелістських Церков Німеччини.
Поруч з церквою є вражаюча статуя Мартіна Лютера.

## Історія

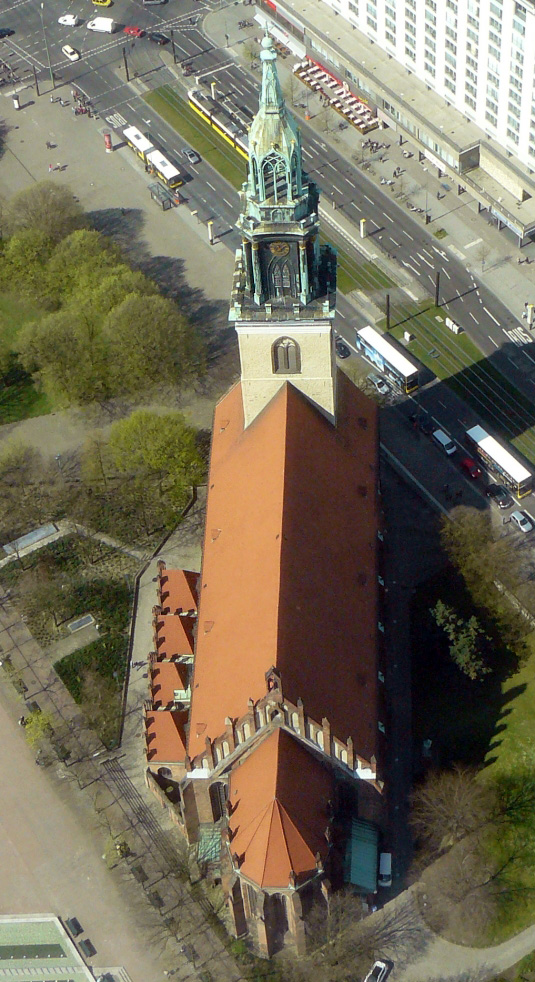
Вид з Берлінської телевежі

Церква вперше письмово згадується 03 січня 1292 року як приходська церква (‚ecclesia St. Marie virginis‘ = церква святої Діви Марії). Вона розташовувалась у Берлінському Новому місті на Новому ринку — неподалік від більш старої приходської церкви Св. Миколая. Підґрунтя церкви було побудовано в XIII столітті з природного каменю (булижників), на якому з червоної цегли було зведено зальний храм у стилі маркграфської цегляної готики.
Вежа церкви була зведена з ракушняка, видобутого з рюдерсдорфського кар'єра неподалік Берліна. Вежа двічі перебудовувалась після пожеж- у 1663–1666 рр. у барочному стилі та в 1789–1790 рр. у стилі неоготики (архітектор останньої — Карл Готтард Ланґганс).
В 1893–1895 роках було проведено велику реставрацію і реконструкцію церкви під керівництвом Германа Бланкенштейна. Наступна реконструкція була в 1969-70рр. в НДР, коли церкву було відбудовано після руйнування бомбардуваннями союзників у Другій світовій війні. Реконструкція була проведена в рамках повної перебудови Александерплатц та її оточення. Тоді, серед іншого, були встановлені нові вхідні двері з карбованої міді з прихованою символікою з хрестів авторства Ахіма Кюна.
Після того як в 1938 році церква Св. Миколая була передана місту Берлін, церква Св. Марії лишилася найстарішою релігійною будівлею Берліна, яка використовувалась за призначенням.
До Другої світової війни, церква була розташована у щільно забудованому районі міста під назвою Мітте, і регулярно використовувалась як приходська церква. Після війни, територію розчистили від руїн, знісши і вцілілі будинки, та перетворили на величезну відкриту територію, частина якої має назву Александерплац, на якій побудовано Берлінську телевежу.
Будівля церкви лежить на середньовічному рівні поверхні, і вхід до церкви сьогодні розташований майже на 1,5 метри нижче рівня вулиці. Така ситуація є характерною для старих міських будівель, оскільки протягом століть рівень вулиці поступово піднімається, особливо довкола церков, довкола яких розташовувались кладовища, на які століттями наносили землю, а також відбувалось падали фрагменти даху при пожежах, як наприклад видно у розташованій неподалік церкві Св. Миколая. У випадку з церквою Св. Марії додатковим чинником послугувало будівельне сміття від повного знесення оточуючих кварталів.

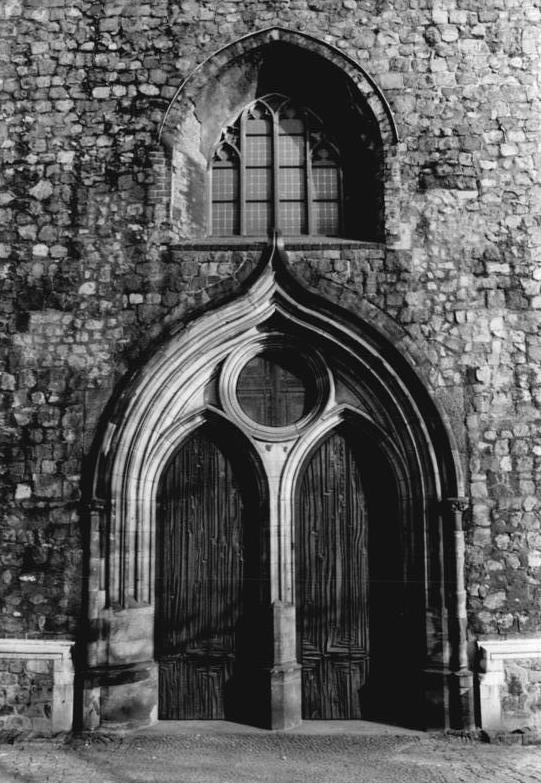
Готичний портал з новими дверима з карбованої міді з символікою з хрестів авторства Ахіма Кюна
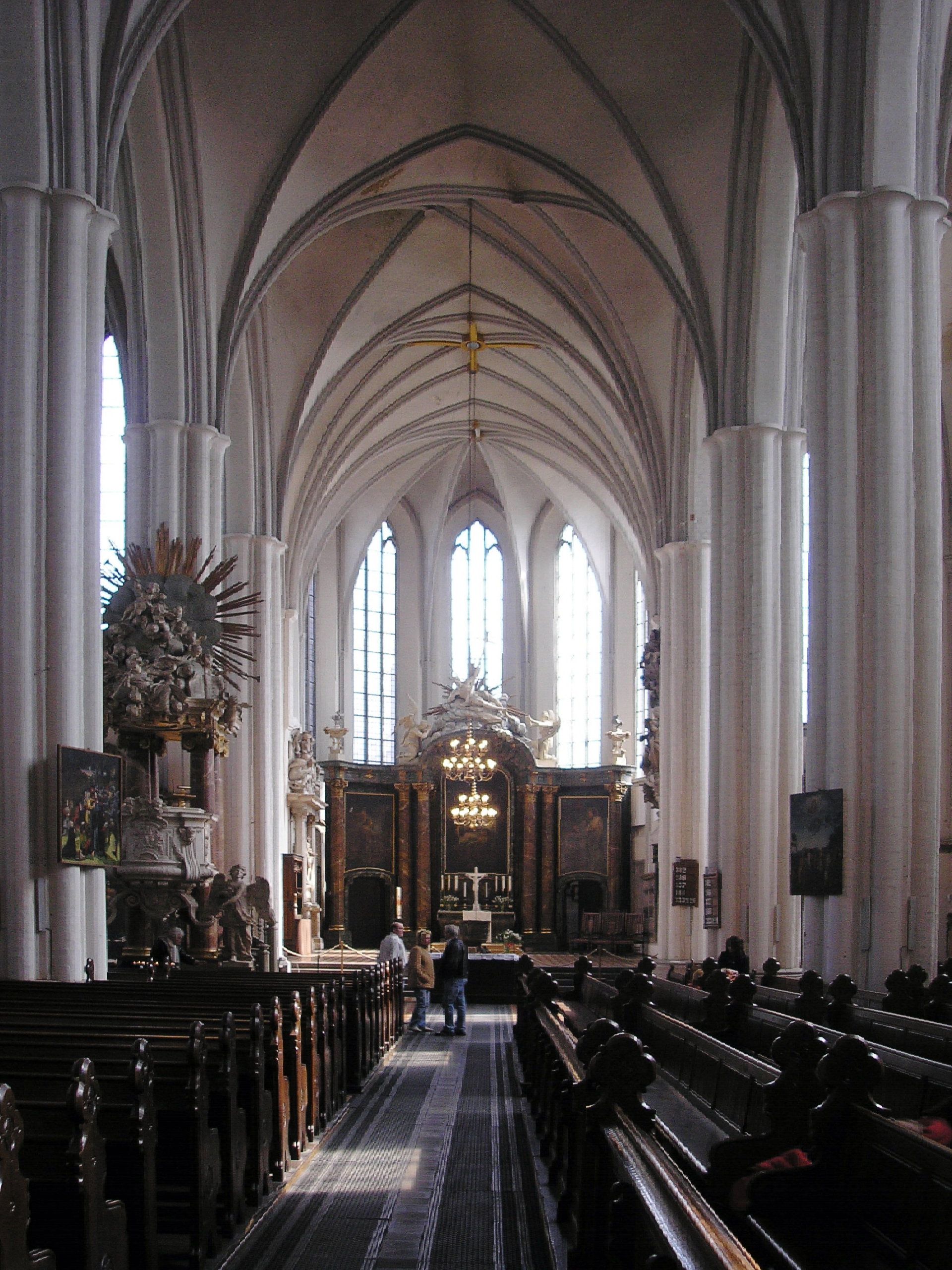
Вид вздовж середнього нефа на головний вівтар авторства Андреаса Крюгера
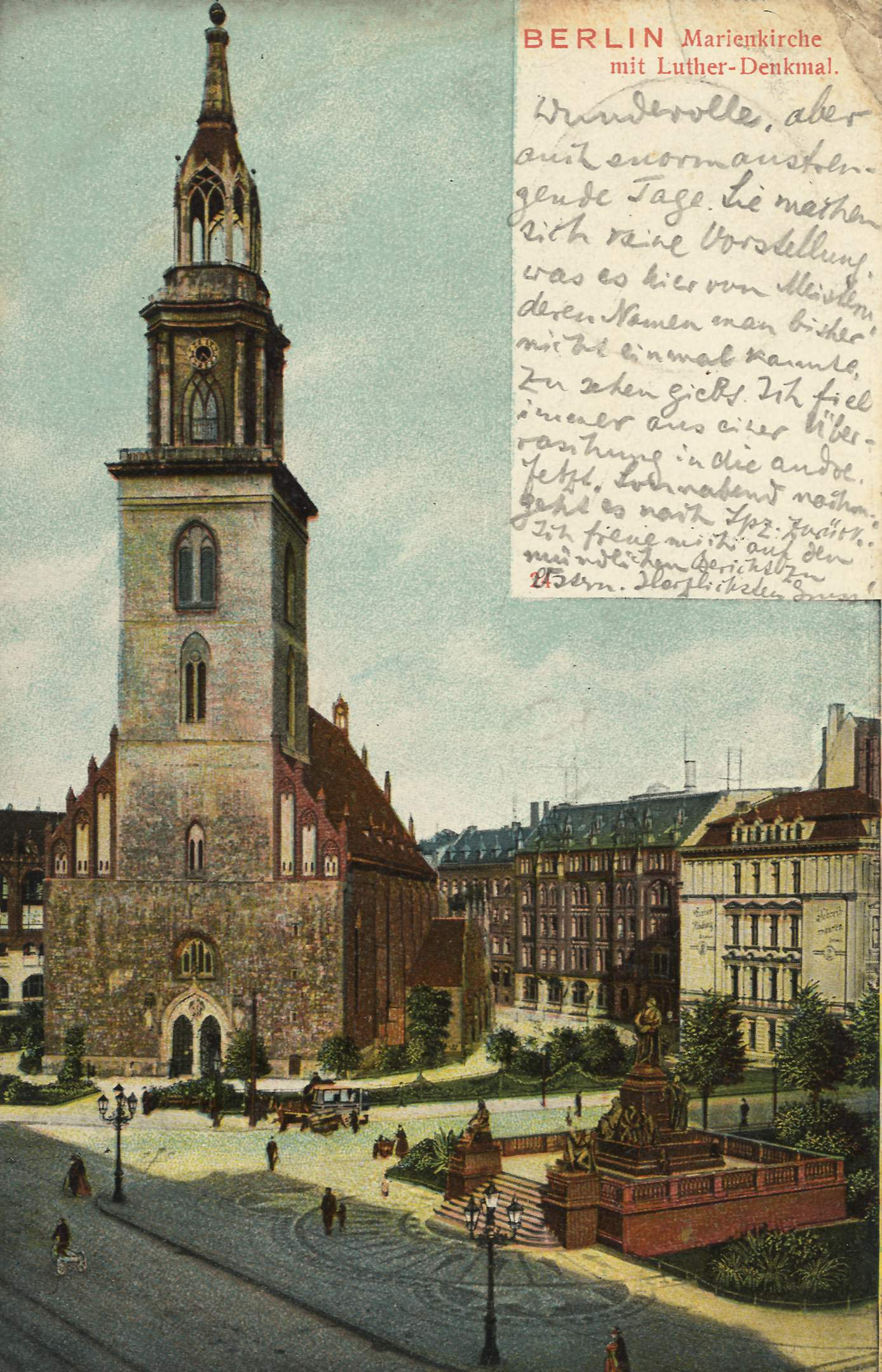
Церква в оточенні будинків, 1906 р.
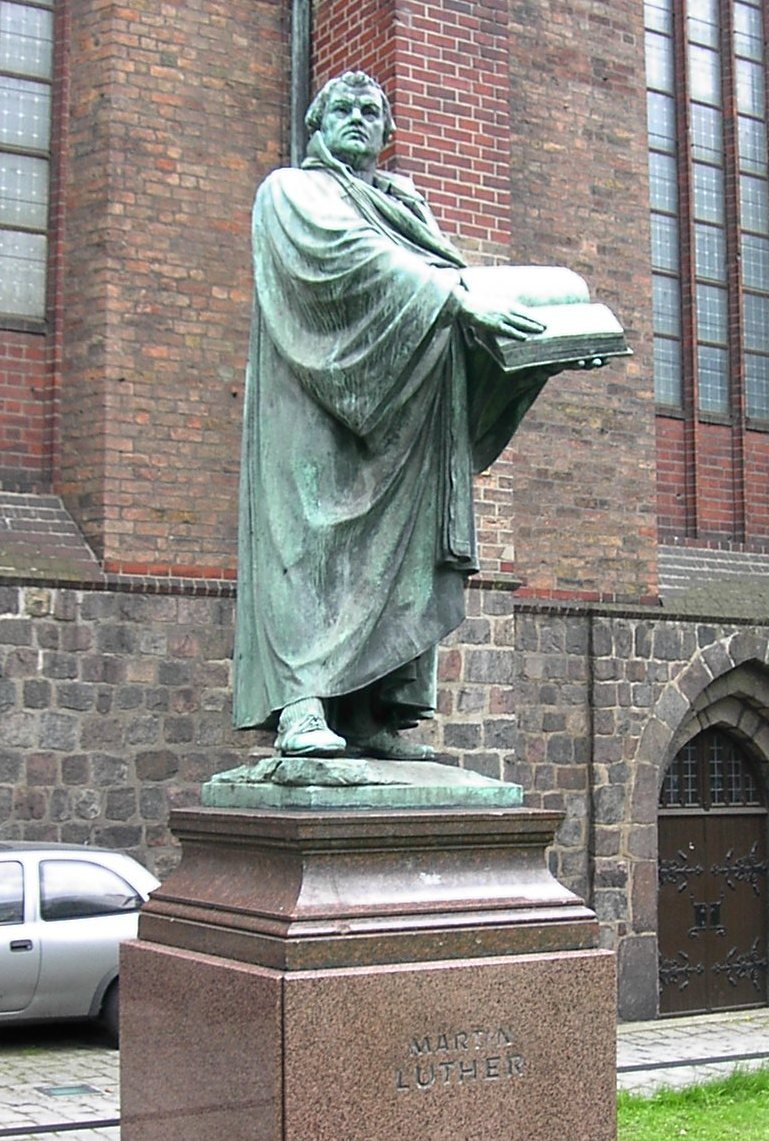
Статуя Мартіна Лютера

В НДР 1980-х років церква була відома інтелектуальними блюзовими концертами «Руху за Мир» («Мечі на Орала»). Сьогодні церква є берлінською земельною церквою, в ній проводяться різні служби та церковно-музикальні концерти. Особливою традицією є щорічне проведення на Святий Вечір бл. 22 години органного концерту з читанням Біблії.

## Танок Смерті

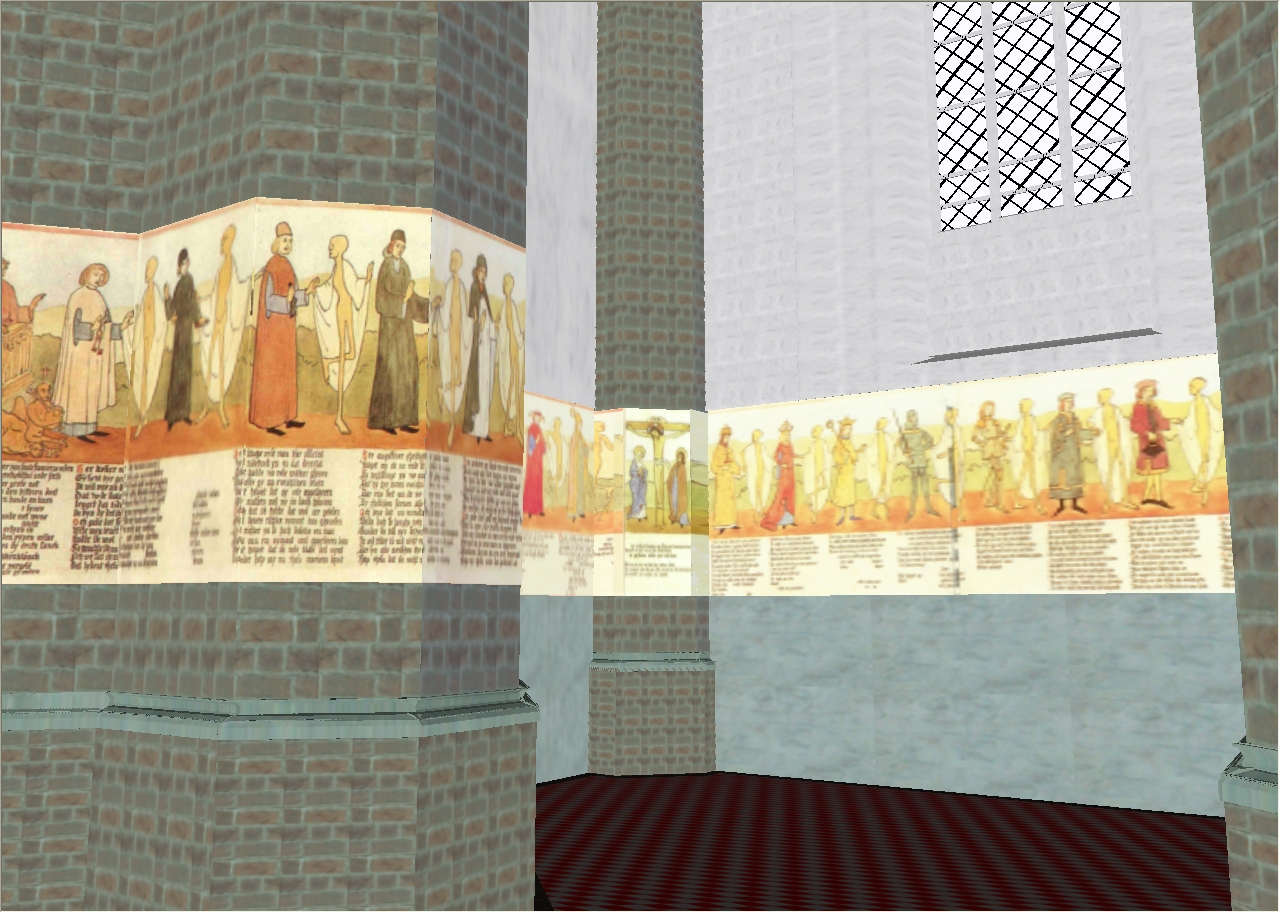
Берлінський Танок Смерті, незавершена 3D-реконструкція

У залі вежі церкви розташована одна з найбільш важливих середньовічних мистецьких робіт, які збереглися в Берліні, — фреска «Танок Смерті».
Фреска має розміри 22,6 метрів у довжину та 2 метри у висоту. На ній зображений ряд фігур, що представляють різні духовні та світські стани та які всі кружляють у повільному танку зі Смертю. Малюнок нагадує малюнок втраченого любекського «Танку Смерті», а можливо і гамбурзького. Щодо періоду створення фрески не має письмових свідчень. Історична експертиза дійшла висновок, що вона була створена у чумний 1484 рік або одразу після нього.
Особливість малюнка — у його геометричному розташуванні — починається від західного входу, веде по колоні, західній стіні та північній стіні майже в основну залу церкви. Представники різних духовних та світських станів розділені сценами з шляху до Розп'яття, яке формує центр фрески. Текст під фрескою є настарішим зразком віршів у Берліні. У куплетах вірша представники різних станів оплакують свою долю та просять смерть про відстрочку. Вірш складений з точки зору простої людини та відображає погляд на світ францисканців, що також підкреслюється поділом на духовні та світські стани. Сам танок починається з фігури францисканця, що проповідує, на основі чого робиться припущення, що францисканець був виконавцем цієї замовленої берлінськими бюргерами фрески. Це припущення також підсилюється фактом будівництва в той період францисканського Сірого монастиря (зараз в руїні).
Ймовірно під час Реформації «Танок Смерті» був покритий шаром вапняної штукатурки та знову побачив світ лише під час реставрації вежі в 1861 році. На цей час фреска перебуває у поганому стані — через вологість стін вона майже вицвіла. Сьогодні вона закрита скляною стіною.

## Орган

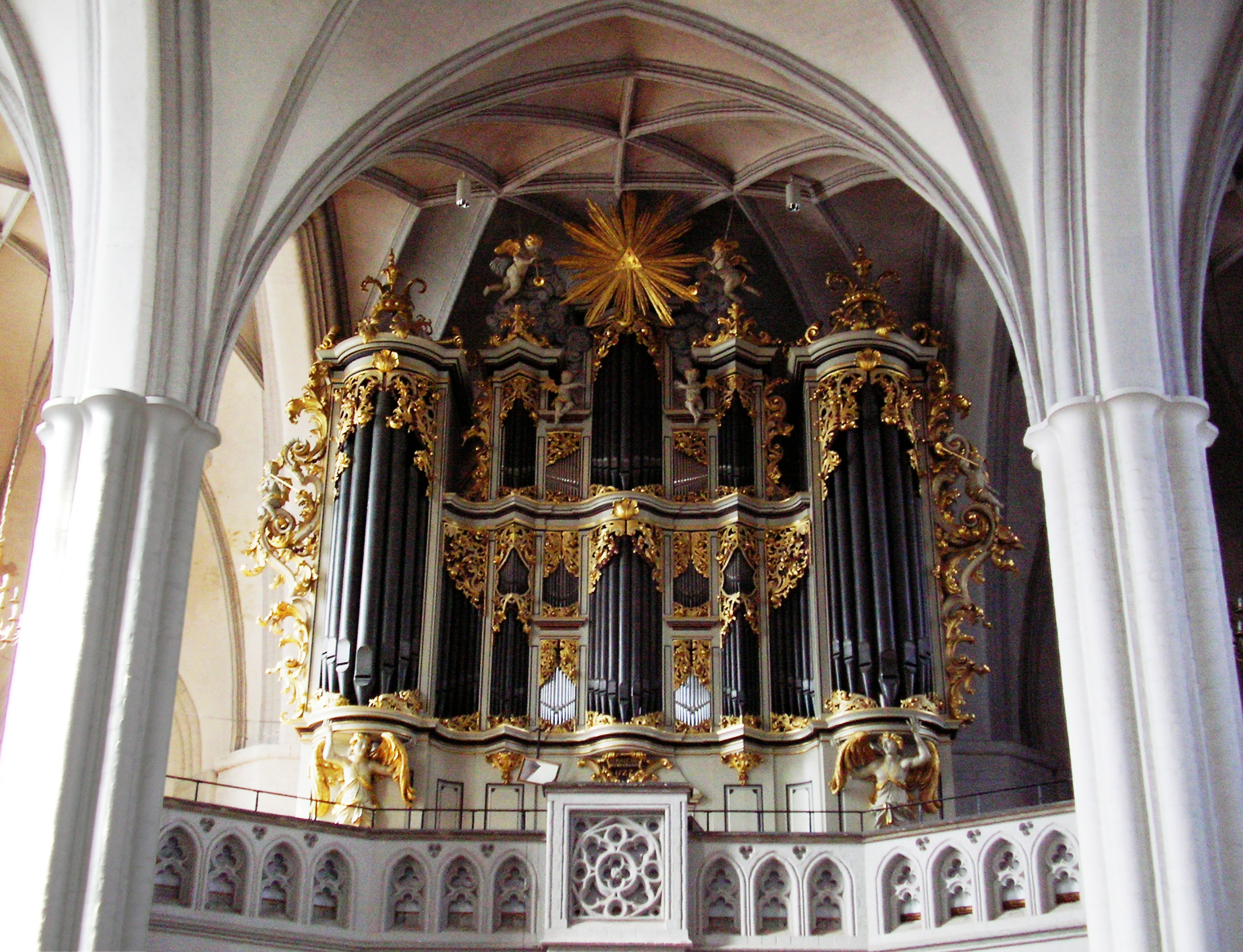
Повністю реконструйований орган авторства Йохима Вагнера

Орган церкви святої Марії був створений в 1720–1722 роках Йохимом Вагнером, який до того вчився створенню органів два роки у Готфріда Зільбермана, і відкритий в 1723 році. Його корпус був завершений лише в 1742 році Паулем де Ріттером. У наступні роки інструмент неодноразово перероблявся. Наприклад в 1800 році Фрідріх Фалькенгаген за планами Г. Й. Фоглера видалив 1400 з 2556 труб органу, оскільки вони на його думку були «зайвими». Подальші перебудови, у тому числі відновлення звучання, відбувались у 1829 та 1893/94 роках.
«Найкрасивіший орган Берліна» був одним з небагатьох органів міста, які пережили бої та бомбардування Другої світової війни. З 1945 року, інструмент також багато разів змінювали: в 1947–1949 роках йому змінили пневматичну трактуру на електропневматичну та наблизили диспозицію знову до початкового барочного звучання. Наступні зміни 1957, 1970 та 1985 років також були направлені на відновлення барочного звучання.
Після серйозного пошкодження органу взимку 1996 року було вирішено замість реконструкції старого органу створити повністю новий, використавши загальну концепцію та диспозицію оригінального органу Вагнера 1721 року, що і було зроблено в 2002 році майстернею органів Alfred Kern & fils (Страсбург).